# Iphiaulax garampianus
Iphiaulax garampianus är en stekelart som först beskrevs av Matsumura 1912.  Iphiaulax garampianus ingår i släktet Iphiaulax och familjen bracksteklar. Inga underarter finns listade i Catalogue of Life.